# Залешаны (Ровненская область)
Залешаны (укр. Залішани) — село, входит в Трипутнянский сельский совет Дубровицкого района Ровненской области Украины.
Население по переписи 2001 года составляло 110 человек. Почтовый индекс — 34151. Телефонный код — 3658. Код КОАТУУ — 5621888204.

## Местный совет
34150, Ровненская обл., Дубровицкий р-н, с. Трипутня, ул. Шевченко, 61.